# Інформаційна агенція культурних індустрій «ПРО»
Інформаційна аґенція культурних індустрій «ПРО»

## Діяльність
- Підтримка інформаційного порталу http://i-pro.kiev.ua [Архівовано 19 квітня 2022 у Wayback Machine.]
- Підтримка українських культурних проектів, промоція українського мистецтва за кордоном
- Формування новин культури (економіка культури, політика культури, події культури)
- Випуск спеціалізованого музичного журналу для професіоналів музичного ринку — ПРО:
- Для передачі «Український вимір» (автор і ведучий Роман Коляда) агенція надає інформаційний блок культурних новин.

Серед основних завдань агенції:
- сприяти налагодженню продуктивних взаємозв’язків між представниками українського культурного ринку та їх споживачами;
- надавати якнайповнішу інформацію про їх діяльність до мас-медіа;
- формувати професійний культурно-інформаційний простір України.

## Ключові особи
- Ірина Плехова — директор і головний редактор агенції, кандидат наук із соціальних комунікацій. Випускниця Миколаївського державного університету імені В. О. Сухомлинського, Інституту журналістики імені Тараса Шевченка. Розпочинала роботу на Національному радіо як ведуча програм «Знакова постать» і «Вечірні зустрічі» на радіо «Культура». Викладач в Інституті журналістики та міжнародних відносин КНУКіМ. Вважає, що культура є наріжним каменем успіху України у світі. Ведуча програма «Радіопрес» на радіо «Промінь»[1].
- Світлана Худолій;— директор з маркетингу.
- Ірина Сидоренко — інформаційний редактор, ведуча програма «Радіопрес» на радіо «Промінь». Закінчила Інститут журналістики КНУ ім. Т.Шевченко. Готувала до випуску та проводила передачу «Життя-буття». Також веде на родіо «Промінь» програми «Навігатор» та «По цимбалах». Захоплюється сучасною українською важкою музикою, кіно, культурним життям, любить подорожувати[2].